# Agrestina
Agrestina é um município brasileiro do estado de Pernambuco, situado na região nordeste do país. Pertence à Região geográfica intermediária de Caruaru. O município localiza-se a oeste da capital do estado, Recife, distando desta cerca de 154 km. 

## História

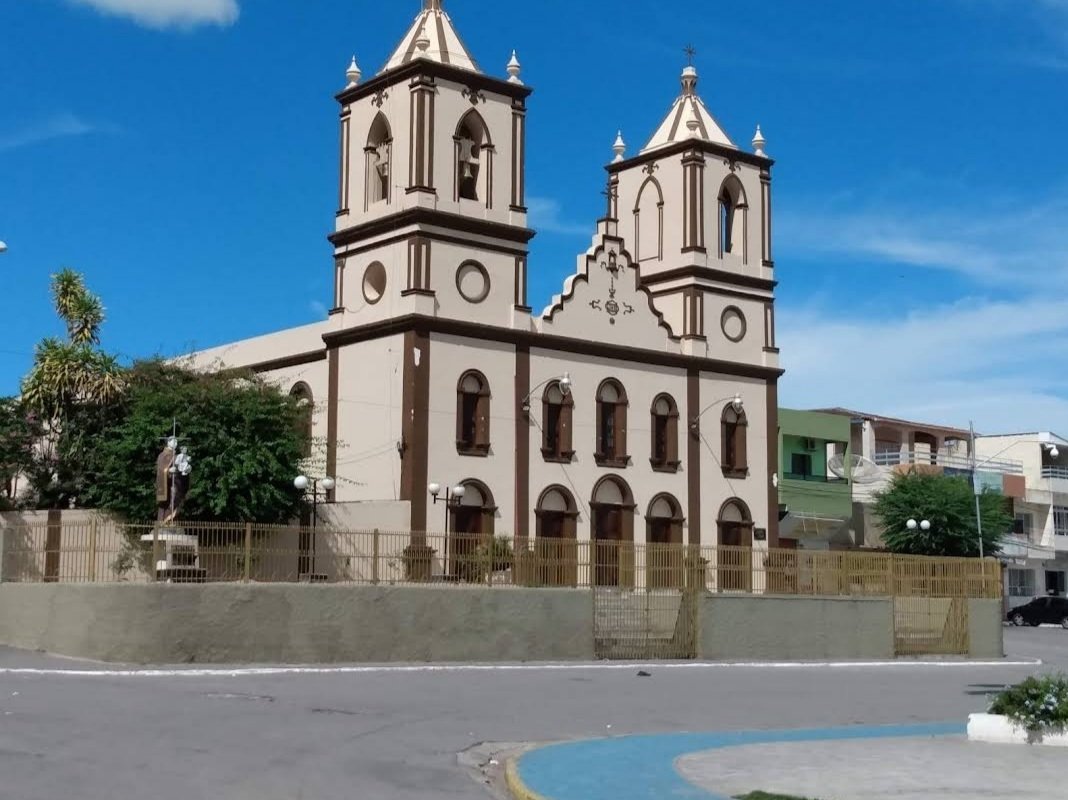
Imagem da Matriz de Santo Antônio em Agrestina, no estado de Pernambuco.

No final de 1845, quando os sertões sofriam com os efeitos da seca severa, a região onde atualmente se encontra a cidade de Agrestina era apenas uma pequena fazenda. Atraídos pela água que brotava naturalmente de uma fonte localizada nessa fazenda, alguns moradores decidiram preservar a nascente, cavando um grande poço para suprir as necessidades da população e dos animais. Como não havia outra fonte de água potável nas proximidades, os habitantes começaram a se instalar ao redor do bebedouro, o que levou ao surgimento dos primeiros casebres de taipa. A povoação, fundada por João Guilherme Pontes, na segunda metade do século XIX, passou a ser conhecida como Bebedouro.
Com as primeiras famílias instaladas, iniciou-se a exploração das terras vizinhas, o que levou à descoberta de uma imagem de Santo Antônio, esculpida em madeira, provavelmente perdida por algum viajante. Considerando isso um milagre, o senhor Miguel Joaquim de Luna Freire, com o auxílio de Antônio Bezerra de Andrade, Severino Francisco da Silva, Francisco Antônio da Silva e os irmãos José Januário de Assunção e Manoel Januário de Assunção, lançaram, em fevereiro de 1846, os alicerces de uma capela, que se tornaria a futura matriz de Agrestina, sob a invocação de Santo Antônio. A capela foi concluída em abril do mesmo ano, e o dia 13 de junho foi escolhido para a celebração do primeiro ato religioso, que consistiu em um terço em louvor a Santo Antônio, padroeiro do local.
A povoação de Bebedouro, sede do 2º distrito de paz da freguesia de Altinho, foi elevada à categoria de freguesia pela Lei Provincial nº 1.829, de 28 de junho de 1884, sob a invocação de Santo Antônio de Bebedouro. A mesma lei criou o distrito de Bebedouro, subordinado ao município de Altinho. A Lei Provincial nº 1.890, de 10 de maio de 1887, extinguiu o distrito de Bebedouro, e seu território passou a pertencer ao 1º distrito (Altinho). No entanto, a Lei Provincial nº 1.981, de 6 de abril de 1889, revogou a Lei Provincial nº 1.890 e restaurou o distrito de Bebedouro, que mais tarde foi elevado à categoria de vila pela Lei Estadual nº 991, de 1º de julho de 1909. Na divisão administrativa referente ao ano de 1911, o distrito de Bebedouro aparece vinculado ao município de Altinho.

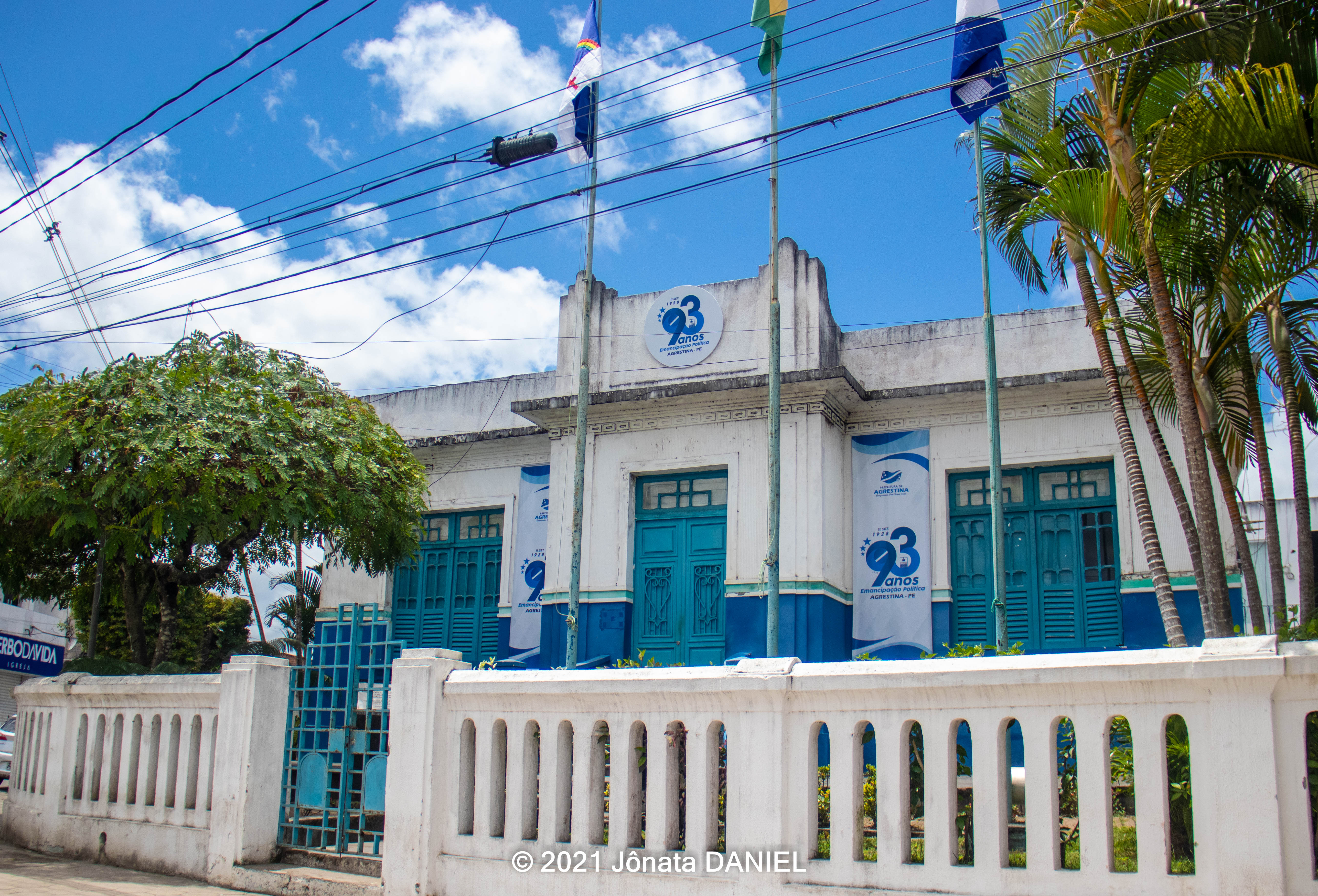
Prefeitura de Agrestina decorada em homenagem à emancipação do município.

A Lei Estadual nº 1.931, de 11 de setembro de 1928, elevou o distrito de Bebedouro à categoria de município, desmembrado de Altinho, e concedeu à sua sede o status de cidade. O município foi oficialmente instalado em 1º de janeiro de 1929, constituído apenas pelo distrito sede. Na divisão administrativa de 1933, publicada no Boletim do Ministério do Trabalho, Indústria e Comércio, bem como nas divisões territoriais de 31 de dezembro de 1936 e 31 de dezembro de 1937 e no anexo ao Decreto-lei Estadual nº 92, de 31 de março de 1938, Bebedouro é listado apenas com o distrito sede, permanecendo assim na divisão estabelecida pelo Decreto-lei Estadual nº 235, de 9 de dezembro de 1938, para vigorar no período de 1939 a 1943.
O Decreto-lei Estadual nº 952, de 31 de dezembro de 1943, alterou o nome de Bebedouro para Agrestina, provavelmente em referência à sua localização no coração do Agreste. O mesmo Decreto-lei nº 952 também transferiu Agrestina da jurisdição da comarca de Caruaru para a comarca de Altinho.
O topônimo foi escolhido por localizar-se no coração do Agreste Pernambucano. Administrativamente, é composto  pelos distritos sede, Barra do Chata e Barra do Jardim, além dos povoados de Pé de Serra dos Mendes, Santa Tereza, Água Branca,Cruz e Cachoeira.
A cidade ainda possui comunidades quilombolas (formadas por descendentes de ex-escravos foragidos) como as de Pé de Serra dos Mendes e a de Brejinho de Cajarana berço da Mazurca, uma Dança cultural mista de escravos e índios quase desaparecida no Brasil.

## Bandeira

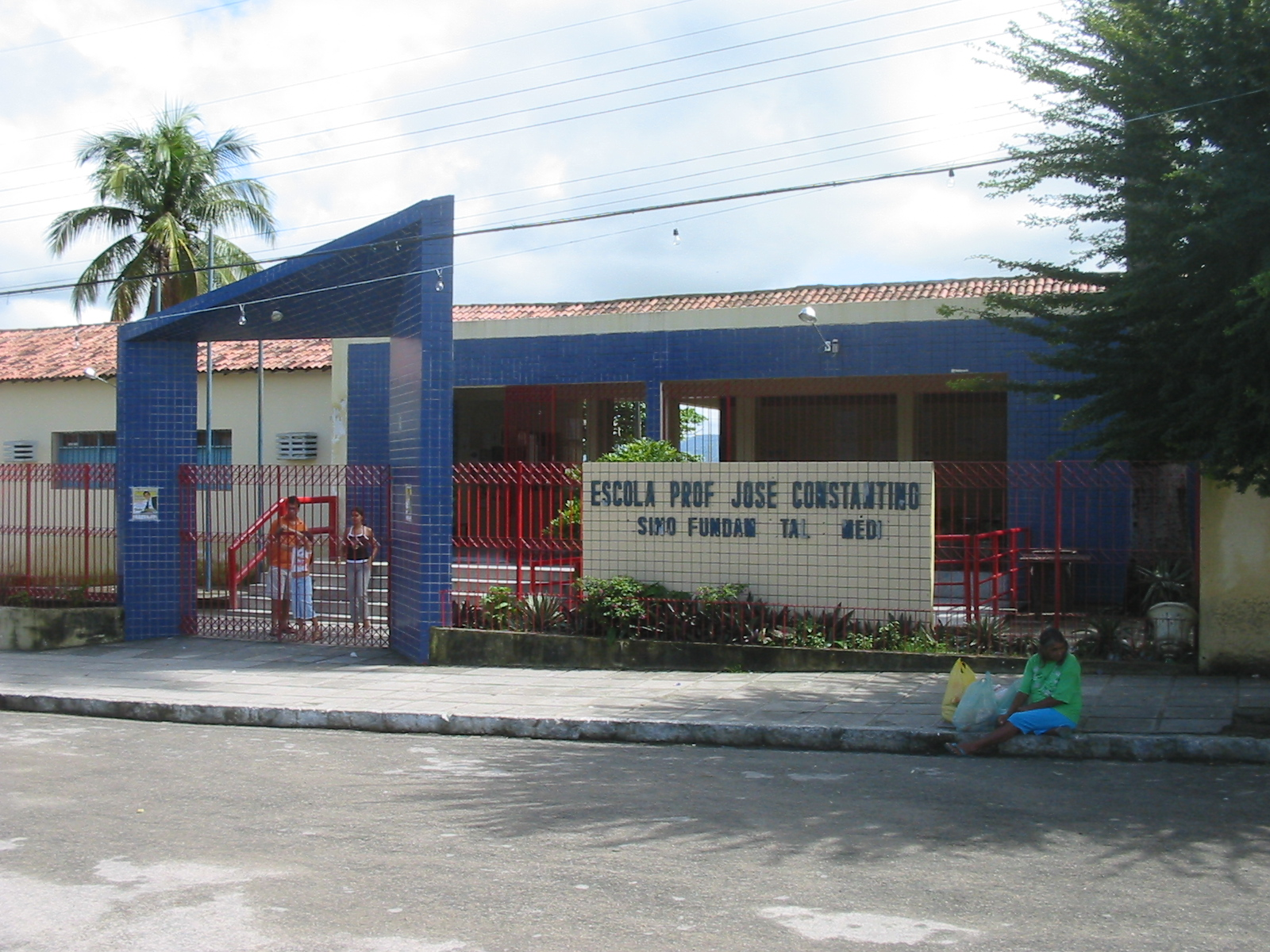
Escola Prof. José Constantino.

Por ocasião do Cinquentenário da Emancipação Política de Agrestina, em 11 de setembro de 1980, a Prefeitura Municipal, no governo do prefeito Sinval Ribeiro, promoveu um concurso com os alunos das escolas da cidade, para a escolha da bandeira do município. O vencedor foi Nicodemos José Torres (Tata da compesa), aluno da 7ª série da Escola Estadual Profº José Constantino. A Bandeira desenhada por Nicodemos foi escolhida por sua originalidade. A faixa branca representa a firmeza e a integridade do povo agrestinense. O poço é o símbolo da nossa origem e as estrelas os nossos distritos. O branco significa a paz, a firmeza e a integridade. O azul a formosura e a lealdade.

## Geografia

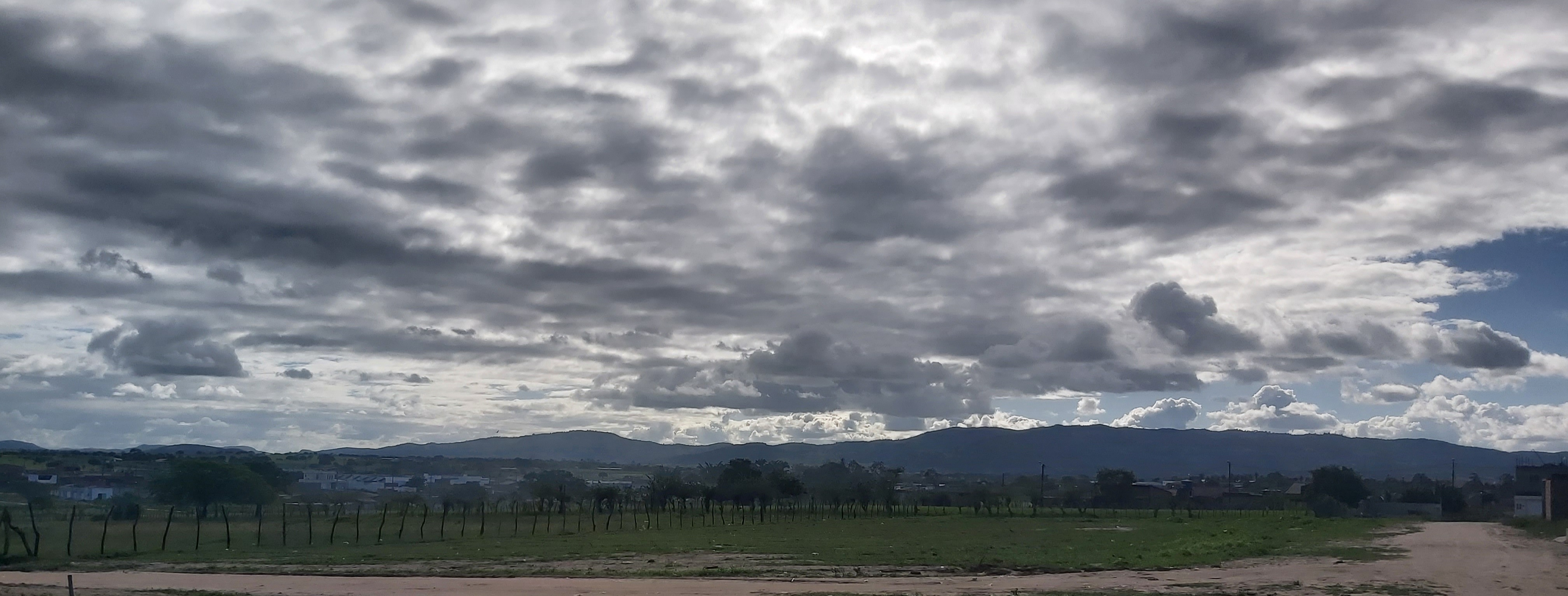
Vista de serras que fazem parte do Planalto da Borborema, na cidade de Agrestina.

Localiza-se a uma latitude 08º27'29" sul e a uma longitude 35º56'41" oeste, estando a uma altitude de 427 metros. Sua população estimada em 2009 era de 22.591 habitantes. O município está incluído na área geográfica de abrangência do semiárido brasileiro, definida pelo Ministério da Integração Nacional em 2005. Esta delimitação tem como critérios o índice pluviométrico, o índice de aridez e o risco de seca.

### Relevo
O município esta geologicamente inserido no Planalto da Borborema, o relevo é geralmente movimentado, com vales profundos e estreitos dissecados. A fertilidade dos solos é bastante variada, com certa predominância de média para alta. 

### Vegetação
A vegetação predominante consiste nos brejos de altitude, caatinga hipoxerófila, capineira e capoeira. 

### Hidrografia
O município de Agrestina localiza-se nos domínios da bacia hidrográfica do rio Una e tem como principais tributários os Rios Mentiroso e da Chata, e os riachos do Peixe, do Maracajá e do Gado, todos de regime intermitente. Conta ainda com a Lagoa da Volta.

### Economia
De acordo com dados do IPEA do ano de 1996, o PIB era estimado em R$ 23,67 milhões, sendo que 54,0% correspondia às atividades baseadas na agricultura e na pecuária, 2,9% à indústria e 43,1% ao setor de serviços. O PIB per capita era de R$ 1.296,25.
Em 2005, conforme estimativas do IBGE, o PIB havia evoluído para R$ 67.275.000,00 e o PIB per capita para R$ 3.156,00.

### Turismo
Como Atrações Turísticas a cidade tem praças, açudes, matas e trilhas, além de ser polo da Cavalgada do Chocalho, que acontece sempre no primeiro fim de semana de novembro, e da tradicional festa de Nossa Senhora do Desterro que acontece dia 1 e 2 de Fevereiro a 85 anos na mesma data; além de vaquejadas, festas juninas e quermesses em vilas que mantém a tradição cultural da região.